# Sravaka
Sravaka es un término sánscrito que significa 'discípulo' en el budismo  y  el jainismo.

## Etimología
Sravaka (en idioma sánscrito) o savaka en pali
- śrāvaka, en el sistema AITS (Alfabeto Internacional de Transliteración Sánscrita).
- श्रावक, en escritura devanagari del sánscrito.
- Pronunciación: /shraváka/.[3]
- Etimología: ‘oír, escuchar’, ‘el que escucha’, discípulo.[3]